# Герб сельского поселения Чертолино
Герб муниципального образования сельское поселение «Черто́лино» Ржевского района Тверской области Российской Федерации — опознавательно-правовой знак, служащий официальным символом муниципального образования.
Герб утверждён решением Совета депутатов муниципального образования сельское поселение «Чертолино» Ржевского района Тверской области № 52 от 24 мая 2011 года.
Герб внесён в Государственный геральдический регистр Российской Федерации под регистрационным номером 6916.

## Описание герба
«В четверочастном золотом и лазоревом поле поверх всего — червлёная узкая перевязь, обременённая шестью золотыми звёздами о пяти лучах, положенными сообразно щиту, и сопровождаемая в каждой из лазоревых частей выходящей от края щита из серебряного облака рукой в серебряных латах, заносящей саблю того же металла».
Герб сельского поселения Чертолино, в соответствии с Законом Тверской области от 28 ноября 1996 года № 45 «О гербе и флаге Тверской области» (статья 7), может воспроизводиться в двух равно допустимых версиях:
 — без вольной части;
 — с вольной частью — четырехугольником, примыкающим изнутри к верхнему краю герба сельского поселения Чертолино с воспроизведёнными в нем фигурами из гербового щита Тверской области.
Герб сельского поселения Чертолино, в соответствии с Методическими рекомендациями по разработке и использованию официальных символов муниципальных образований (Раздел 2, Глава VIII, п.п. 45-46), утверждёнными Геральдическим советом при Президенте Российской Федерации 28.06.2006 года, может воспроизводиться со статусной короной установленного образца.

## Обоснование символики

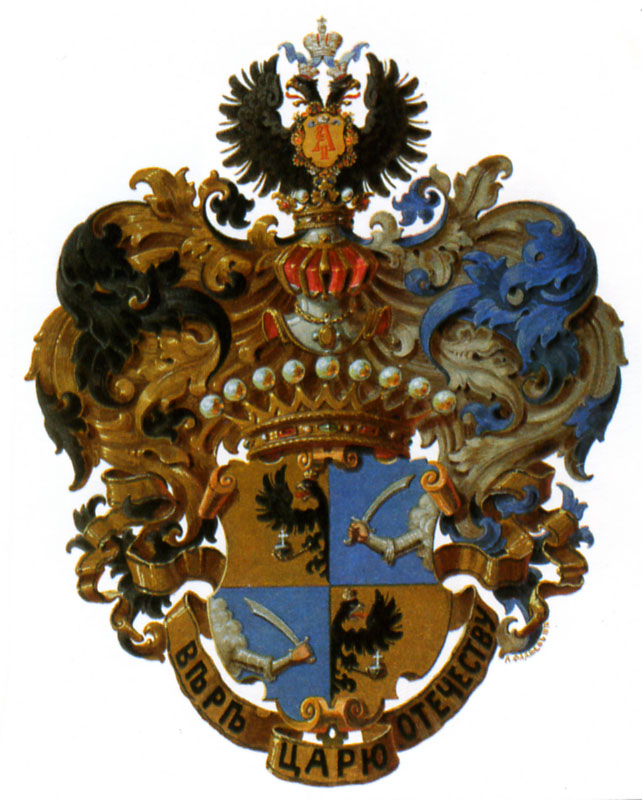
Герб графа Игнатьева

Герб языком символов и аллегорий отражает исторические и культурные особенности сельского поселения Чертолино.
Деревня Чертолино — центр сельского поселения — была основана во второй половине XVIII века. Тогда здесь была построена родовая усадьба высокопоставленных чиновников и графов Игнатьевых. На протяжении многих лет, вплоть до XX столетия им принадлежала не только деревня Чертолино, но и обширные земельные угодья. Территория усадьбы простиралась на десятки километров, в её состав входило до тридцати близлежащих деревень. Игнатьевы много сделали для обустройства этих земель, так церковь Святой Троицы была построена на личные средства Алексея Павловича Игнатьева. Фигуры герба графа Игнатьева — выходящая из облака рука с мечем и деление щита на золотые и голубые части в гербе сельского поселения Чертолино показывают важную роль Игнатьевых в освоении этих земель, в появлении и развитии сел и деревень, вошедших в состав
современного муниципального образования.
Символика деления поля герба многозначна. Помимо напоминания об Игнатьевых четверочастное деление символизирует само муниципальное образование. Сельское поселение Чертолино, образованное в 2005 году, включило в себя территории четырех сельских округов: Ильченковского, Азаровского, Чертолинского и Звягинского.
Во время Великой Отечественной войны здесь велись ожесточённые бои. В настоящее время в Чертолино и ближних деревнях имеется шесть воинских захоронений солдат Красной армии, погибших во время Ржевской битвы (Чертолино, Бровцино, Погорелки, Сухуша, Мончалово, Зайцево). Память о подвиге советских солдат отражена в гербе красной лентой-перевязью с шестью золотыми звёздами.
Зелёный цвет — символ природы, здоровья, молодости, жизненного роста, надежды.
Красный цвет — символ мужества, труда, силы, красоты и праздника.
Золото — символ почета, уважения, богатства, стабильности.
Серебро — символ чистоты, совершенства, мира и взаимопонимания.
Голубой цвет — символ чести, благородства, духовности, возвышенных устремлений.
Герб разработан Союзом геральдистов России.
Герб создан авторским коллективом: идея герба — Константин Мочёнов (Химки), Кирилл Переходенко (Конаково); художник и компьютерный дизайн — Ирина Соколова (Москва);
обоснование символики — Кирилл Переходенко (Конаково).